# Mark Bright (Comiczeichner)
Mark Doc Bright (Pseudonyme: M. D. Bright, Doc Bright; geboren 27. Dezember 1955 in Montclair, New Jersey, gestorben am 27. März 2024) war ein US-amerikanischer Comiczeichner.

## Leben und Arbeit
Bright schloss 1974 seine Zeichenausbildung am Pratt Institute ab. Ab 1978 betätigte er sich als hauptberuflicher Comiczeichner. Seine ersten professionellen Arbeiten waren Backup-Storys für die bei DC-Comics erscheinende Serie House of Mystery. 
Seither hatte Bright unter anderem als Zeichner für die Marvel-Serien Iron Man, Iron Fist, Power Man und Solo Avengers sowie die DC-Serien Action Comics Weekly (1988), Valor (1992–1993), Green Lantern (1990–1993) und Batman gezeichnet. Für Milestone Media arbeitete er an ICON, für Acclaim Comics an Quantum and Woody. Gemeinsam mit seinem häufigen künstlerischen Partner Christopher Priest legte er zudem die Miniserie Falcon (1984) vor.